# Acolasis glaucoides
Coenipeta glaucoides là một loài bướm đêm trong họ Erebidae.